# Повернення Мамая
«Повернення Мамая»  — український комікс виданий в 1993 році видавництвом «Молода Галичина» його додатком під назвою «Гуляй-поле», перший виданий комікс Ігора Баранька відомого українського художника коміксів.

## Сюжет
Історія починається зі козацької сторожової застави, де козаки зібралися біля вогнища щоб повечеряти серед них молодий юнак який хоче бути козаком. Юнак запитав в старого козака про характерників. Старий загадав козака Мамая який був справжнім характерником але був зрадником. 
Три роки тому це було, як ходили на Кафу а турок нас там уже чекав. Побив і  полону наловив з козаків. Тоді й покликав наш кошовий Мамая характерника. Зібрало товариство гроші, які були та й послали Мамая до татарів, аби змовився з ними викупити у турків наших братів з неволі. Дві скрині золота на коней а в поміч Мамаєві дали козака Саву Коржа. Він недавно прийшов на Січ. За тиждень приповз той Сава до степової сторожі увесь в крові. Ледь виходили його знахарі. Тоді він сказав, що то Мамай зрадник йому спину вистрілив, кинув у степу вовкам на здобич, а сам утік кудись із козацьким золотом, на святе діло зібраним. Мамая у церкві прокляли. Тепер кожен козак якщо здибає Мамая вирве йому серце. Під час розповіді на заставу напали татари і почалась битва, козаки були в меншості але боролися хоробро навіть юнак мітко стріляв з лука. Юнак єдиний хто вижив був взятий татарами у полон. По дорозі на загін татарів у степу напали вовки. Вовки юнака не чіпали а з ними був Мамай який звільнив хлопця. І сказав він що живе серед степу з вовками-сіроманцями. Мамай подарував юнаку чарівну стрілу, щоб він в потрібний момент йому допоміг. Тим часом татари напали на українське село і вбивають і грабують жителів. За цим дійством спостерігає татарський командир Кара-Бей та польський пан Коржовський. Вони уклали таємний союз щоб знищити козаків. Паном Коржовським виявився козак Сава Корж який зрадив Січ і пішов служити польському королю. В цей момент загін козаків їхали рятувати земляків від ясиру і почалася битва. Усіх татарів зарубали окрім Кара-Бея і Коржа які втекли. У степу Кара-Бея і Коржа зустрів Мамай який викликав їх на бій. Корж заховався споглядаючи поєдинок. Під час битви Кара-Бей використовував магію перстня і Мамай не міг його здолати. Юнак вистрілив чарівною стрілою у перстень Кара-Бея і він загинув згорівши. До Мамая прибули козаки на чолі  Сагайдачним щоб покарати зрадника. Мамай розказав щоб було насправді що Корж зрадив його вистрілив у спину і утік. Його врятували вовки-сіроманці. Всі ці роки він шукав Коржа щоб помститись. Коржу не вдалось втекти і Мамай зрадника відав козакам.